# Bookeen

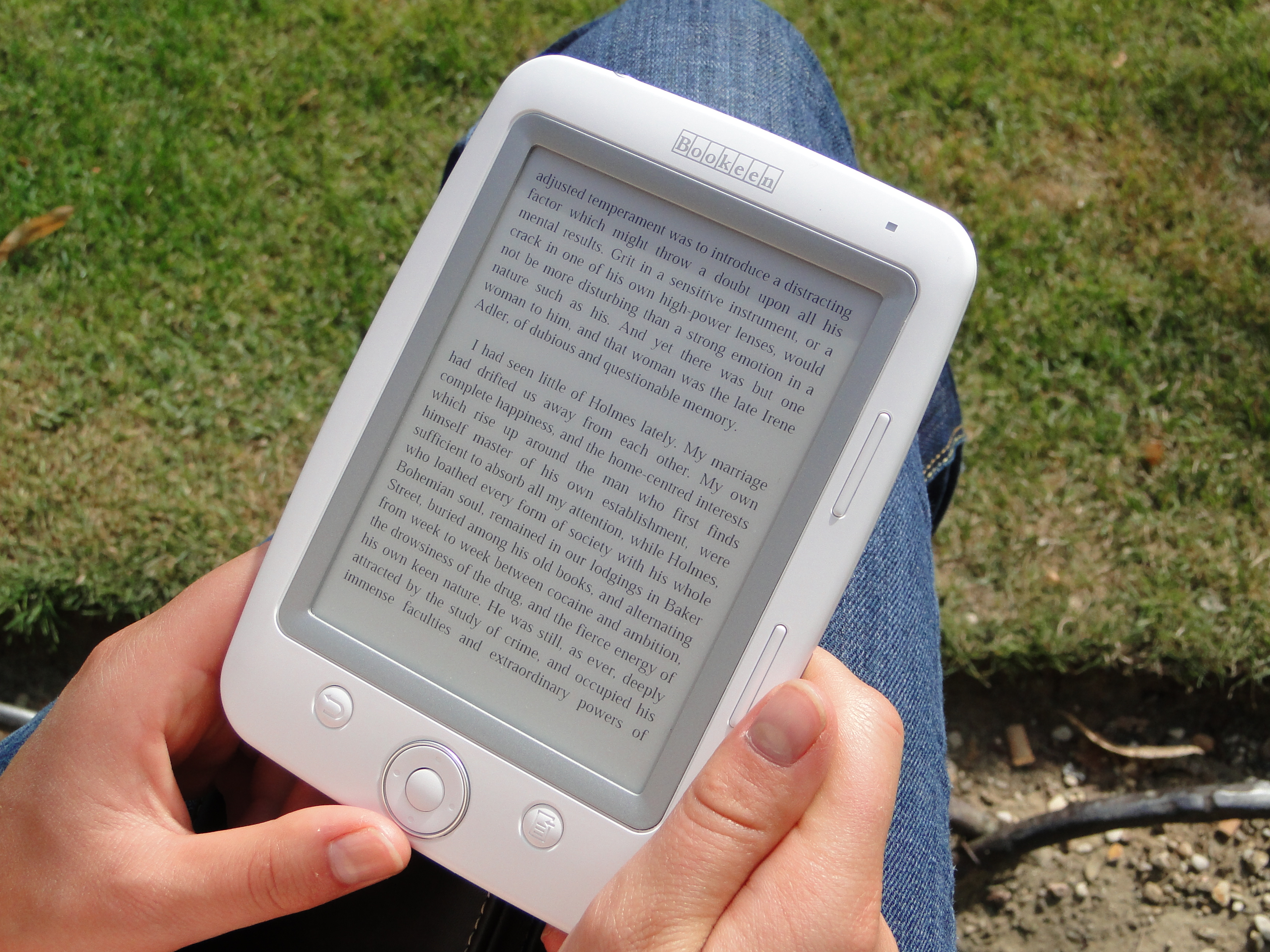
Cybook Opus von Bookeen

Bookeen ist ein französischer Anbieter von E-Books und E-Book-Readern mit Sitz in Paris, Frankreich.

## Geschichte
Bookeen wurde 2003 von zwei ehemaligen Ingenieuren der Firma Cytale, welche als erstes europäisches Unternehmen ein E-Book-Lesegerät anbot, nach dessen Insolvenz auf Basis übernommener Rechte und Patente gegründet. Zu den übernommenen Produkten gehörte auch der E-Book-Reader Cybook Gen1.
Im Herbst 2016 wurden zwei neue Geräte vorgestellt: Cybook Muse HD und Cybook Muse Light. Sie sind allerdings in Deutschland nicht im Handel erhältlich, sondern müssen im Ausland bestellt werden.

## Geräte
- Cybook Gen1 (2006), zehn Zoll, 600 × 800 LCD mit 256 Farben, 1 kg[4]
- Cybook Gen3 (2007), sechs Zoll, Auflösung 600 × 800, 174 g[5]
- Cybook Opus (2009), fünf Zoll, Auflösung 600 × 800, 150 g[6]
- Cybook Orizon (2010), sechs Zoll, Touchscreen, Auflösung 600 × 800, 245 g
- Cybook Odyssey und Cybook Odyssey 2013 Edition, beide sechs Zoll mit Touchscreen und WLAN, Auflösung 600 × 800, 195 g
- Cybook Odyssey HD FrontLight (2012), mit Beleuchtung und höherer Auflösung (758 × 1024)[7]
- Cybook Muse Essential, sechs Zoll, Touchscreen und mechanische Blättertasten, 758 × 1024 Pixel, MicroSDHC-Slot
- Cybook Muse Frontlight, sechs Zoll, Touchscreen und mechanische Blättertasten, 758 × 1024 Pixel, Beleuchtung, MicroSDHC-Slot
- Cybook Ocean, acht Zoll, Touchscreen, 758 × 1024 Pixel, Beleuchtung, MicroSDHC-Slot
- Cybook Muse HD, sechs Zoll, Touchscreen und mechanische Blättertasten, 1072 × 1448 Pixel, Beleuchtung, MicroSDHC-Slot

### Cybook Gen3

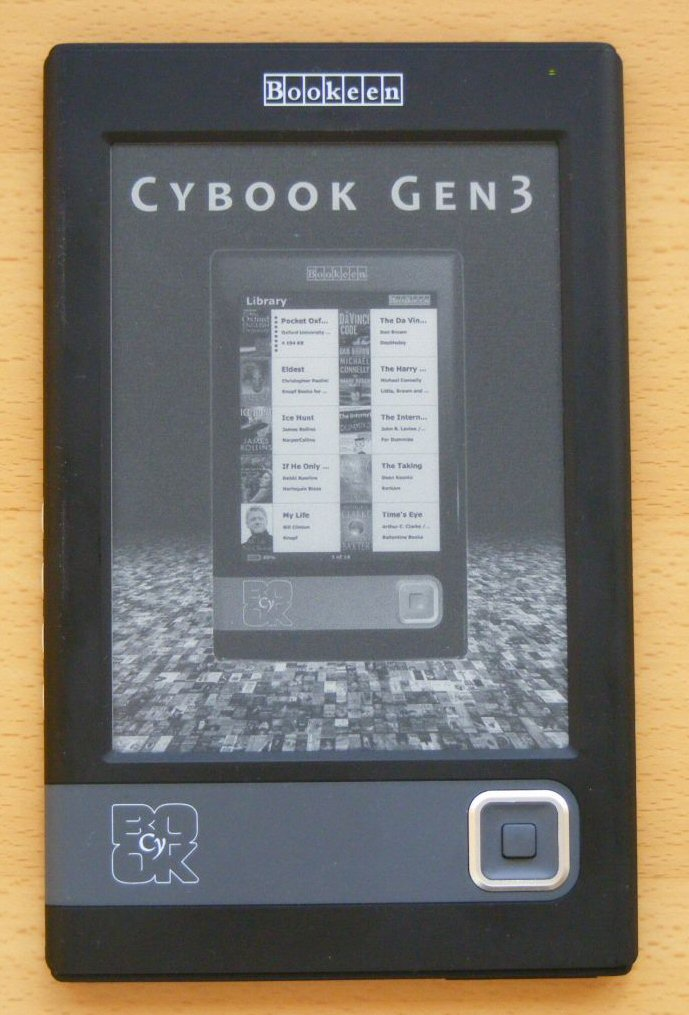
Cybook Gen3

Originalhersteller des Cybook Gen3 (Nachfolger des Gen1) war 2007 die in Taiwan ansässige Firma Netronix Inc., die diese Lesegeräte selbst unter den Bezeichnungen EB-100 bzw. EB-600 lieferte, aber auch für verschiedene Firmen wie Bookeen oder Pocketbook mit jeweils eigener Firmware produzierte. Auf dem älteren Cybook Gen3 (EB-100) kann die freie Linux-Distribution OpenInkpot alternativ zur Firmware eingesetzt werden. Über eine nur durch Öffnen des Gehäuses zugängliche serielle Schnittstelle kann der Boot-Vorgang von Linux verfolgt werden und mittels Busybox auf interne Dateistrukturen zugegriffen werden. Spätere Gen3 ab 2009 entsprachen dem EB-600. Der 174 g schwere Gen3 misst 118 × 188 × 8,5 mm und bietet neben einem Mini-USB-Anschluss einen SD-Kartensteckplatz. Nachfolgegerät war 2009 das Cybook Opus.

### Cybook Odyssey HD FrontLight

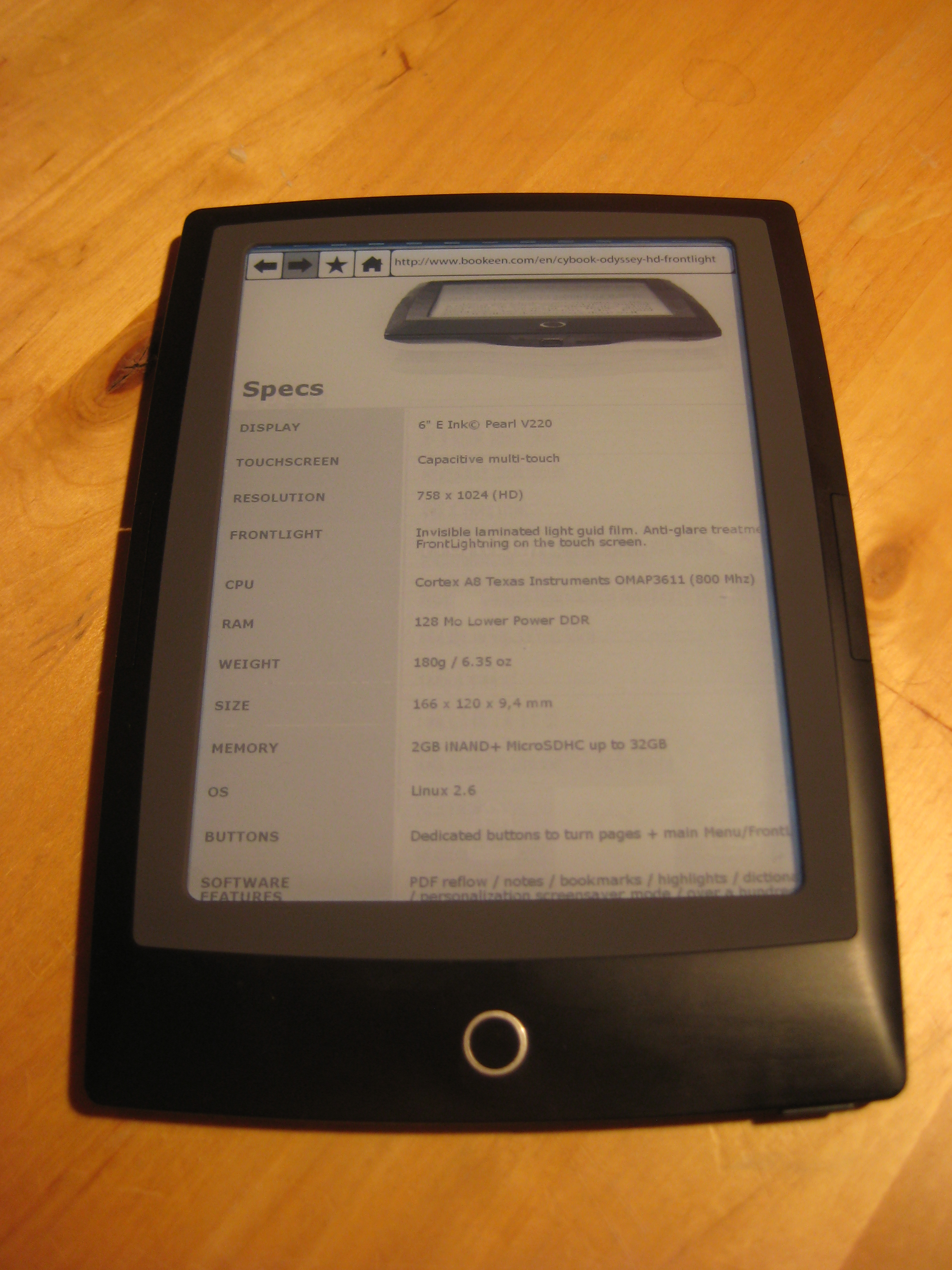
Cybook Odyssey HD FrontLight

Im Herbst 2012 präsentierte Bookeen den Cybook Odyssey HD mit beleuchtetem 6-Zoll- (15,2-cm-) Display und einer Auflösung von 758 × 1024 Bildpunkten. Dieser E-Book-Reader bietet neben einem Touchscreen auch Tasten zum Blättern. Die Software erlaubt umfangreiche Anpassungen zur Darstellung des Textflusses, wie z. B. Aktivierung von Silbentrennung und Ligaturen, sowie Fließtextanzeige aus PDFs (PDF Reflow). Gewichtsangaben variieren: Bookeen 180 g (Datenblatt), Thalia und Community 192 g.
Das Gerät wurde eine Zeitlang in Deutschland von Thalia verkauft.